# Falkenbergs samrealskola och kommunala gymnasium
Falkenbergs samrealskola och kommunala gymnasium var ett läroverk i Falkenberg verksamt från 1918 till 1968.

## Historia
Skolan hade en föregångare, Falkenbergs trivialskola som de sista åren var en enklassig pedagogi. Denna upphörde 1893. Något år därefter startade en elementarskola som 1918 ombildades till en kommunal mellanskola. Denna ombildades 1928 till en samrealskola från 1959 med ett kommunalt gymnasium.
Skolan kommunaliserades 1966 och namnändrades då till Tullbroskolan, varur gymnasieskolan flyttades ut 1971. Studentexamen gavs från 1962 till 1968 och realexamen från 1908 till 1970.
Skolbyggnaden från 1910, ritad av Georg A. Nilsson, brann ner 13 oktober 1960. Tre år senare stod Tullbroskolan klar. Invigningen hölls den 20 november 1963.